# Filep György
Filep György (Császló, 1932. május 29. – Debrecen, 2003. április 21.) kémia-fizika szakos tanár, műszeres analitikus, talajvegyész, a Treitz emlékérem tulajdonosa.

## Életrajza
1932. május 29-én született egy Szatmár megyei falucskában, Császlón. 1954-ben szerzett kémia–fizika szakos tanári oklevelet a debreceni Kossuth Lajos Tudományegyetem Természettudományi Karán, majd műszeres analitikai szakmérnöki oklevelet a Budapesti Műszaki Egyetem Vegyészmérnöki Karán. 1954-ben az OMMI Debreceni Talajtani Osztályán kezdte meg munkáját, majd 1963-1969 között Nyíregyházán a Nyírségi Mezőgazdasági Kísérleti Intézet Központi Laboratóriumában dolgozott. 1970-től 1973-ig az első munkahelyre tér vissza vezetőként, 1974-től pedig a Debreceni Agrártudományi Egyetem Talajtani és Mikrobiológiai Tanszékének oktatója. 1981-től egyetemi tanár, ezután 1997-ig mint tanszékvezető dolgozott haláláig. 

## Munkássága
Fő kutatási területei többek között a talajkémiai egyensúlyok és a talajban végbemenő transzportfolyamatok leírása; a talajleromlás - talajjavítás elméleti alapjainak fejlesztése; a talaj és a környezeti tényezők kölcsönhatásának tanulmányozása. Főbb eredményei közé sorolhatók többek között a szikes talajok kémiai jellemzőinek továbbfejlesztése; korszerű öntözővíz minősítési rendszer kidolgozása; a talajsavanyodás mechanizmusának további tisztázása; szennyező anyagok talajban történő mozgásának és kimosódási lehetőségeinek megállapítása. 
Számos módszertani fejlesztése vált a hazai talaj- és vízvizsgálatok rutin eljárásává. Fenti témákban készített disszertációival 1967-ben szerzett kandidátusi, 1980-ban tudományok doktora fokozatot. 1999-ben az MTA levelező tagságára jelölték. 
Talajkémia és Talajtan című főbb munkáin kívül kiadásra került: 5 egyetemi jegyzet, 9 könyvrészlet, és közel 150 (részben angol és orosz nyelvű) tudományos közleménye is. Értékes részét képezték ennek az általa szerkesztett gyűjteményes kötetek ("Land Use and Soil Management", 1997; „Soil Pollution”, 1998), valamint különböző hazai és nemzetközi rendezvényeken megtartott nagysikerű előadásainak kongresszusi kiadványokban megjelenő anyagai, kibővített összefoglalói is. Résztvevője és vezetője volt több hazai és nemzetközi tudományos programnak (TEMPUS, COST 67).
Részt vállalt különböző szintű és irányú egyetemi oktatásban, az oktatás korszerűsítésében, a tananyagfejlesztésben és a tudományos továbbképzésben is. 

## Főbb munkái
- ("Talajkémia", Akadémiai Kiadó, 1985; „Soil Chemistry. Processes and Constituents”, Akadémiai Kiadó, 1999) a talajkémia szakterület meghatározó munkái.
- Társszerzője volt a Stefanovits Pál–Filep György–Füleky György "Talajtan" című könyvnek (Mezőgazdasági Kiadó, 1999).